# Crepis hybrida
Crepis hybrida là một loài thực vật có hoa trong họ Cúc. Loài này được A.Kern. mô tả khoa học đầu tiên năm 1881.